# 춘천시민버스
춘천시민버스는 강원특별자치도 춘천시의 시내버스 업체이다.

## 연혁
- 1967년 2월 대동운수 창업
- 1971년 7월 대한운수 창업
- 1972년 5월 두 회사간 공동경영협정 체결
- 1976년 현 위치로 본사 이전
- 2006년 동내면 학곡리 차고지 매각
- 2018년 1월 기업 회생절차 개시
- 2018년 10월 춘천녹색시민협동조합의 M&A 승인
- 2019년 7월 두 회사의 법인통합, 춘천시민버스로 명친 변경

## 보유 차량

#### KGM커머셜
- 에디슨모터스 E-화이버드
- KGM 스마트 110

#### 자일대우버스
- 자일대우 NEW BS110

#### 현대자동차
- 현대 뉴 카운티
- 현대 그린시티
- 현대 뉴 슈퍼 에어로시티
- 현대 저상 뉴 슈퍼 에어로시티
- 현대 일렉시티

#### 디피코
- 디피코 HU-SKY

#### 하이거 버스
- 하이거 하이퍼스 EV

#### CRRC중국중차
- CRRC 그린웨이 EV

## 갤러리

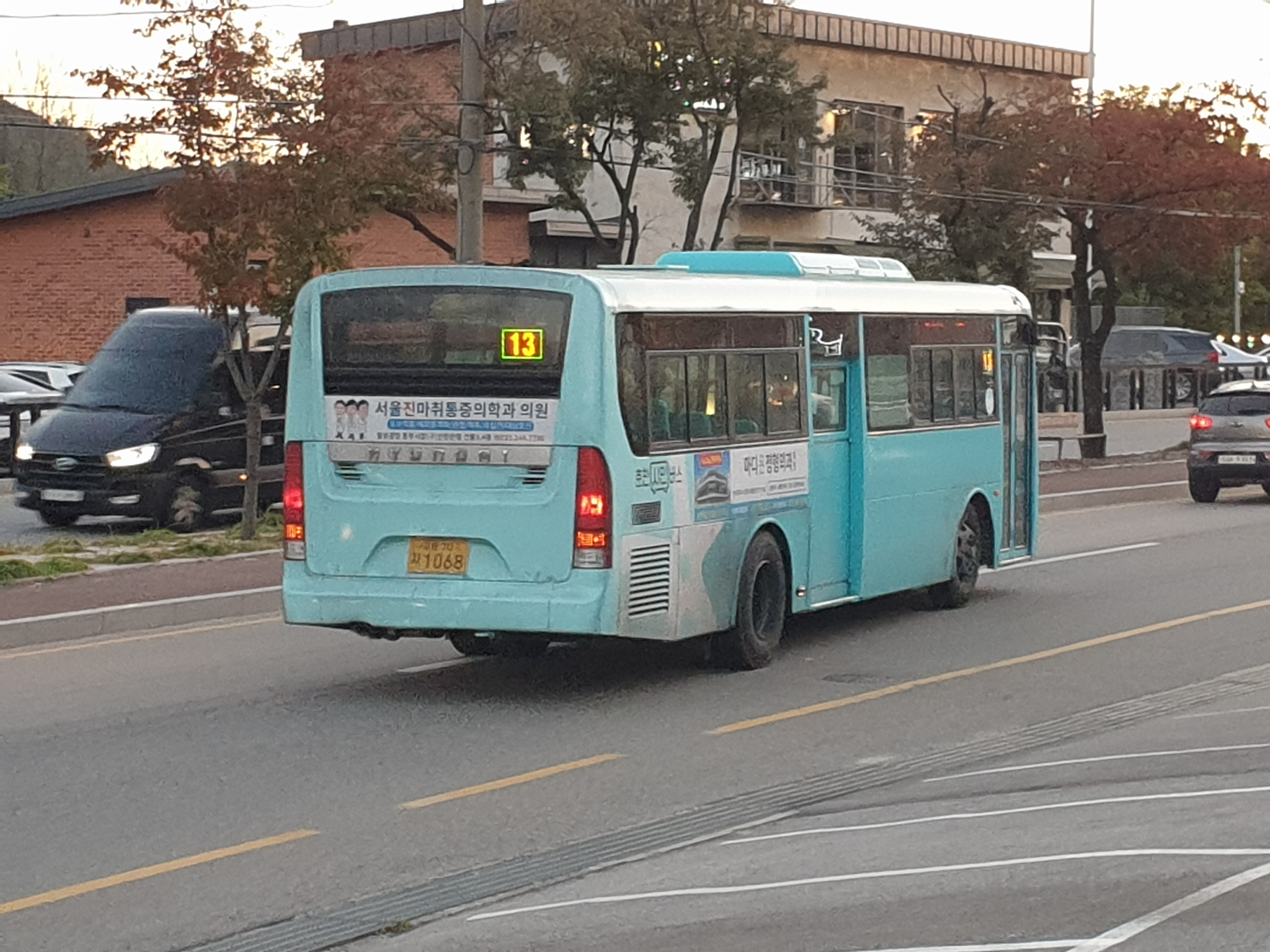
춘천시내버스 13번
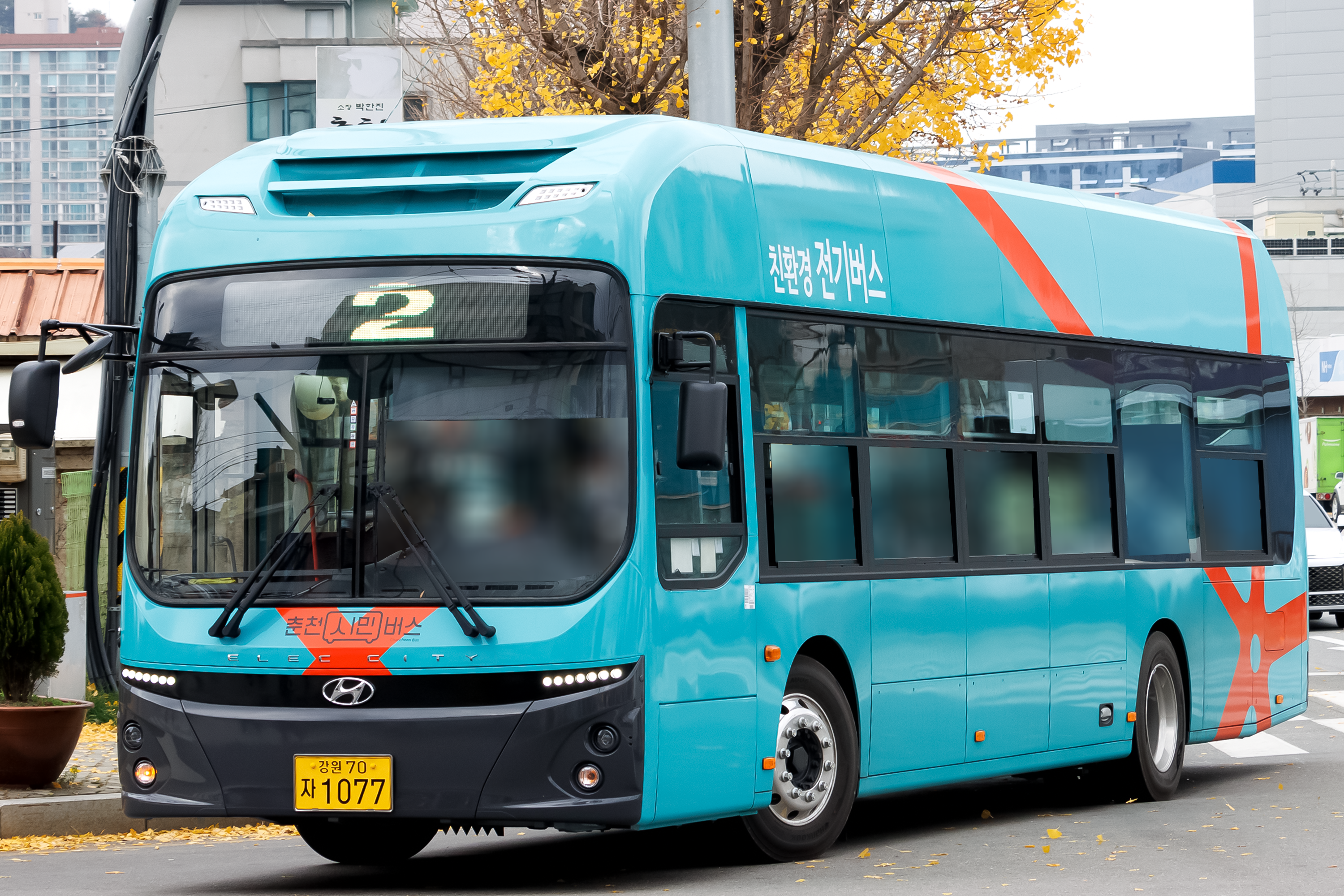
춘천시내버스 2번